# Mobile Suit Gundam Unicorn
Mobile Suit Gundam Unicorn (яп. 機動戦士ガンダムUC(ユニコーン) кидо: сэнси гандаму юнико:н, «Мобильный воин Гандам: Единорог»), также известный как Gundam UC — роман японского автора Харутоси Фукуи, часть научно-фантастического франчайза Gundam. Основное действие происходит в 0096 году Вселенского  века. Они были изданы компанией Kadokawa Shoten. Дизайном персонажей и роботов занимались Ёсикадзу Ясухико и Хадзимэ Катоки соответственно. Книги были адаптированы в аниме, трансляция состоялась на PlayStation Network Japan в 2010 году.
Аниме-адаптация романа была анонсирована в 2009 году в июньском номере журнала Gundam Ace (опубликован в апреле). Над аниме работали режиссёр Кадзухиро Фурухаси, дизайнер Хадзимэ Катоки, композитор Хироюки Савано. Планировалось выпустить шесть серий по 50 минут. Премьера состоялась 20 февраля 2010 года на канале PlayStation Network Japan для игровых приставок PlayStation 3 и PlayStation Portable. Позднее аниме было выпущено на DVD и Blu-ray с переводом на японский и английский языки, а также с субтитрами на французском, испанском и китайском. Bandai Visual продлила OVA до 7 серий, последняя в 2014 году показывалась в японских кинотеатрах, кассовые сборы составили 4,51 миллиона долларов.
Манга-адаптация под названием Mobile Suit Gundam Unicorn Bande Dessinée (яп. 機動戦士ガンダムUC(ユニコーン)バンデシネ кидо: сэнси гандаму юнико:н бандэсинэ) выходила в журнале издательства Gundam Ace с марта 2010 года. Автор манги — Кодзо Оомори по сценарию Фукуи Харутоси. Первый том был выпущен 26 июля 2010 года.
8 марта 2012 года в Японии была выпущена одноимённая компьютерная игра на основе первых трёх серий аниме, разработанная From Software и изданная Namco Bandai для PlayStation 3. В 2016 году вышла телевизионная версия под названием Mobile Suit Gundam Unicorn RE:0096. В 2018 году последний 11-й том «Охота на Феникса» был адаптирован в аниме-фильм Mobile Suit Gundam Narrative.

## Сюжет
Действие начинается в 0001 год Вселенского века, в самом начале освоения космоса человечеством. Космическая колония «Лаплас» уничтожена во время церемонии, устроенной премьер-министром Федерации Земли, чтобы отметить начало Вселенской системы летосчисления. Основной сюжет начинается в 0096 год Вселенского века, спустя шестнадцать лет после Однолетней войны, спустя три года после событий Mobile Suit Gundam: Char's Counterattack. Главный герой истории — мальчик Банаджер Линкс, живущий в космической колонии.

## Список томов романа
| №  | Заглавие                                                                         | Дата публикации     | ISBN                   |
| -- | -------------------------------------------------------------------------------- | ------------------- | ---------------------- |
| 01 | День Единорога (часть 1) юникон: но хи (дзё:) (ユニコーンの日(上))               | 26 сентября 2007 г. | ISBN 978-4-04-713969-5 |
| 02 | День Единорога (часть 2) юникон: но хи (гэ) (ユニコーンの日(下))                 | 26 сентября 2007 г. | ISBN 978-4-04-713970-1 |
| 03 | Красная комета аваи суйсэй (赤い彗星)                                            | 26 декабря 2007 г.  | ISBN 978-4-04-715003-4 |
| 04 | Битва за Палау парао ко:ряку сэн (パラオ攻略戦)                                  | 26 апреля 2008 г.   | ISBN 978-4-04-715060-7 |
| 05 | Призрак «Лапласа» рапурасу но бо:рэй (ラプラスの亡霊)                            | 26 июля 2008 г.     | ISBN 978-4-04-715084-3 |
| 06 | В глубинах гравитационного колодца дзю:рёку но идо но соко дэ (重力の井戸の底で) | 25 октября 2008 г.  | ISBN 978-4-04-715112-3 |
| 07 | Чёрный единорог курой юнико:н (黒いユニコーン)                                   | 26 декабря 2008 г.  | ISBN 978-4-04-715143-7 |
| 08 | Небо и звезды Сора то хоси то (宇宙と惑星と)                                     | 25 апреля 2009 г.   | ISBN 978-4-04-715229-8 |
| 09 | Над радугой (часть 1) нидзи но каната ни (дзё:) (虹の彼方に(上))                 | 26 августа 2009 г.  | ISBN 978-4-04-715286-1 |
| 10 | Над радугой (часть 2) нидзи но каната ни (гэ) (虹の彼方に(下))                   | 26 августа 2009 г.  | ISBN 978-4-04-715287-8 |
| 11 | Охота на Феникса фуситё кари (不死鳥狩り)                                        | 26 марта 2016 г.    | ISBN 978-4-04-103921-2 |

## Роли озвучивали
| Актёр                 | Роль                                |
| --------------------- | ----------------------------------- |
| Коки Утияма           | Банаджер Линкс                      |
| Аюми Фудзимура        | Минева Лао Заби                     |
| Дайсукэ Намикава      | Ридди Марсенас                      |
| Сюити Икэда           | Фулл Фронтал, Чар Азнабль (7 серия) |
| Юко Кайда             | Марида Круз                         |
| Такаюки Суго          | Кардес Вист                         |
| Итиро Нагаи           | Сиам Вист                           |
| Томоко Сиота          | Марта Вист Карбайн                  |
| Ватару Такаги         | Альберто Вист                       |
| Кэн Нарита            | Брайт Ноа                           |
| Наоя Утида            | Отто Митас                          |
| Синдзи Огава          | Ронан Марсенас                      |
| Хидэаки Тэдзука       | Субероа Циннерман                   |
| Тэцуя Какихара        | Анджело Саупер                      |
| Хироки Тоти           | Дагуза Макл                         |
| Анри Кацу             | Дэрил Макгиннесс                    |
| Миса Ватанабэ         | Лиам Борринеа                       |
| Харука Томацу         | Микот Барч                          |
| Рикия Кояма           | Фласт Шоль                          |
| Мэгуми Тоёгути        | Михиро Ойваккэн                     |
| Хиро Симоно           | Такуя Ирэй                          |
| Хироки Ясумото        | Уоттс Степни                        |
| Кэнта Миякэ           | Конрой Хаагенсен                    |
| Рё Хирохаси           | Харо                                |
| Юити Накамура         | Нигель Гарретт                      |
| Ютака Аояма           | Гаэль Чан                           |
| Cho (Сигэру Нагасима) | Гильбоа Сант                        |
| Эцуо Ёкобори          | Аарон Терзиефф                      |
| Хидэюки Умэдзу        | Хилл Доусон                         |
| Кинрю Аримото         | Рикардо Марсенас                    |
| Унсё Исидзука         | Меран, Йонем Киркс                  |
| Мария Исэ             | Лони Гарви                          |
| Кэндзи Номура         | Алек                                |
| Масахару Сато         | Хасан                               |
| Такаюки Сакадзумэ     | Бессон                              |
| Сиро Саито            | Джона Гибни                         |
| Фуминори Комацу       | Томура                              |
| Муцуми Тамура         | Тиква Сант                          |
| Ёхэй Тадано           | Сидоу Омоки                         |
| Тосио Фурукава        | Кай Сидэн (5 серия)                 |
| Мария Кавамура        | Белточка Ирма (5 серия)             |
| Кэйко Хан             | Лала Сун (7 серия)                  |
| Тору Фуруя            | Амуро Рэй (7 серия)                 |

## Выпуск на видео и трансляция
Gundam Unicorn вышел на 7 DVD и Blu-ray в 2010—2014 годах, занимая высокие места в чарте Oricon. Формат — 1,78:1 (16:9), звук — Dolby TrueHD 5.1, Dolby Digital 2.0 и LPCM 2.0. В 2014 году появился новый тираж, посвящённый 35-летию Gundam. В 2018 году был издан комплект DVD, в 2019 году в продажу поступила ограниченная версия Gundam Unicorn Perfectibility в диджипаке, включавшая 13 Blu-ray, CD, буклет и модель RG 1/144. Тогда же было выпущено обычное издание.
В США дистрибьютором являлась Bandai Entertainment, которая на 2012 год выпустила 5 серий на Blu-ray. В 2013 году лицензию приобрела компания Right Stuf, анонсировавшая выпуск DVD в четырёх томах, первые три содержали по две серии, последний — седьмую серию и дополнения. Майкл Тул, редактор Anime News Network, задал американскому продюсеру вопрос, почему во многих розничных магазинах цена Gundam Unicorn была выше, чем всё остальное? И получил следующий ответ: «Это престижный релиз. Производственная стоимость очень высока, качество сериала хорошее, и мы считаем, что оно заслуживает премиальной цены. Кроме того, мы повсеместно включаем английский дубляж и субтитры — это важно». Продюсер точно подметил. Gundam Unicorn должен был привлечь взрослых поклонников франшизы, и в Японии он продавался достойно. Тул полагал, что выпуск также преуспел за границей: наличие дубляжа означало быстрый экспорт по всему миру. Пять лет спустя это повторилось с Mobile Suit Gundam: The Origin.
В 2018 году права на трансляцию приобрели потоковые сервисы Hulu и Netflix, но в 2022 году срок лицензии истёк. В 2020 году Funimation добавила Gundam Unicorn в свой каталог. В 2016 году телеверсия RE:0096 была показана в блоке Toonami, а также сервисе Crunchyroll. Британский совет по классификации фильмов и Нидерландский институт классификации аудиовизуальной медиапродукции присвоили рейтинг 12, Австралийская аттестационная комиссия — M.
В 2020 году Anime Limited выпустила коллекционную версию Blu-ray в твёрдом кейсе с пластиковой упаковкой для 4 дисков, в комплект включены постер и буклет. Дополнения: Story So Far, эпизод «Сто лет одиночества», краткое содержание сериала, эндинг 5 серии с текстом, трейлеры, рекламные ролики, факты о мобильных доспехах и персонажах и эндинг 3 серии без текста. В 2021 году появилось обычное издание.

## Музыка
Завершающие композиции:
- «Tears of Falling Stars», в исполнении Тиаки Куриямы (1 серия)[41]
- «Everlasting», в исполнении Kylee (2 серия)[42]
- «Merry-go-round», в исполнении Chemistry (3 серия)[43]
- «B-Bird», в исполнении Earthmind (4 серия)[44]
- «Broken Mirror», в исполнении Boom Boom Satellites (5 серия)[45]
- «RE:I AM», в исполнении Aimer (6 серия)[46]
- «StarRingChild», в исполнении Aimer (7 серия)[47]

Прочая композиция:
- «Ego», в исполнении Мики Кобаяси (3 серия)

Саундтрек за авторством Хироюки Савано был издан Sony Music Entertainment Japan на 4 CD в 2010—2014 годах. Песни выходили на сборнике Mobile Suit Gundam Unicorn Complete Best (2014), и альбомах Aimer: After Dark (2013), Midnight Sun (2014), Best Selection "noir" (2017). Савано выпускал свои произведения как nZk: UnChild (2014), Best of Vocal Works (2015), Best of Vocal Works 2 (2020) и emU: Best of Soundtrack (2015).
В 2019 году Хироко Моригути (Хироми Ханамура) перепела «RE:I AM» в альбоме Gundam Song Covers. Песни «B-Bird», «Tears of Falling Stars», «Broken Mirror», «Merry-go-round», «Everlasting», «Into the Sky» оказались на двойном сборнике Mobile Suit Gundam 40th Anniversary Best Anime Mix.
В 2020 году в честь 40 летия франшизы был издан альбом Beyond с кавер-версией «Ego» (Хироюки Савано, Mizuki и Sugizo). В 2021 году Савано выпустил альбом Scene с такими композициями, как «Mobile Suit Gundam UC-medley», «RE:I am Marie» и «Into the Sky».

## Компьютерные игры
Помимо одноимённой компьютерной игры, Unicorn появлялся в других выпусках франшизы: Gundam vs. Gundam Next (2009), Gundam: Extreme Vs. (2010), SD Gundam G Generation Overworld (2012), Gundam Versus (2017), Gundam: Extreme Vs. Maxi Boost ON (2020), Gundam Extreme Vs. 2 XBoost (2021), Gundam Arsenal Base (2022), Gundam Evolution (2022), SD Gundam Battle Alliance (2022). Кроме того, в третьей части серии Dynasty Warriors: Gundam (2010), а также Reborn (2013). В 2014 году состоялся дебют в серии Super Robot Wars — части Z3: Jigoku-hen.

## Критика
Майкл Тул на сайте Anime News Network пишет, что при знакомстве с сюжетом Gundam Unicorn у него была реакция «только не ещё один / наконец-то выпуск Вселенского века». Редактор считает, что разумно поддерживать равновесие. Любить UC Gundam и не желать большего — своего рода «Бетти и Вероника», можно одновременно думать об обеих. Unicorn не является прямым продолжением конца большой главы, это не очередная «чокнутая извилина в голове оригинального создателя и знаменитого капризного старика Ёсиюки Томино». Напротив, получилась «довольно сложная работа», изначально написанная признанным автором научной фантастики Харутоси Фукуи. Он многого добился в Unicorn, и это перенесено на экран; режиссёр Кадзухиро Фурухаси сказал, что создатель принимал активное участие в планировании аниме-версии. Когда Банаджер Линкс оказывается втянут в конфликт и встречает загадочную девушку Одри Бёрн, которая играет важную роль в правительстве Нового Зиона и хочет помешать своей стороне получить секретное оружие, то сериал довольно быстро возвращается к старому Gundam, где подростки пытаются удержать взрослых от убийства. Чар Азнабль, пропавший без вести, предположительно мёртвый антигерой как Однолетней войны, так и многочисленных последующих конфликтов, похоже, вернулся и действует под вызывающим удивление именем Фулл Фронтал (необходимо отдать должное американским продюсерам, которые в трейлере определили его мотивацию как «чистые амбиции»). Попытка понять сюжет 7 серий Gundam Unicorn — сложная задача, возможно, более трудная, чем «целиком проглотить мармеладных мишек». Тул считает сериал требовательным, даже когда он начинал возвращаться к знакомым персонажам, таким как Эльпи Пл из Gundam ZZ; здесь, 7 лет спустя, один из её многочисленных клонов — закалённый профессиональный солдат. Когда появляется название Nahel Argama, зритель ждёт прибытия Брайта Ноа. Он так же неуклюже харизматичен, каким его помнят. Когда пилот просит присоединиться к его команде, Брайт резко отвечает: «Я возьму тебя, если ты мне понадобишься, а пока не дай себя убить».
Камео и роли старых персонажей — развлечение для фаната Вселенского века, но сериал по праву сосредоточен на Банаджере, Одри и других героях по обе стороны конфликта. Банаджер — интересный взгляд на типичного протагониста Gundam — не наивного и напуганного, как Амуро, не воинственного, как Камилл из Zeta Gundam, не неправильного и энергичного, как Дзюдо из ZZ. Вместо этого, он яркий и увлечённый студент-инженер, в начале сериала рассматривающий военную историю Вселенского века как своего рода очаровательную фантастику. Когда его втягивают в противостояние, он прямолинеен, яростно подвергая сомнению мотивы всех, с кем сталкивается, вплоть до самого Фулла Фронтала. Хотя Банаджер, как и Амуро, Камилл и Дзюдо, возможно, не хочет войны, он «чертовски хорош в ней», особенно когда получает мощный мобильный доспех Единорог от таинственного умирающего человека, который оказывается его отцом. Тема сериала — семейные дела. Одри связана с семьёй Заби, Ридди Марсенас является правнуком премьер-министра, убитого 96 лет назад. Он играет роль идейного и разочарованного ведомого, который пытается завоевать девушку и вступить в борьбу на своих условиях, а в итоге не получает ничего из того, что желает. Для Тула Ридди — самый настоящий и сложный персонаж Unicorn, поскольку он сталкивается с неудачами и кризисами идентичности посреди сражений; Банаджер слишком идеалистичен и совершенен, Одри часто бывает героической. Ридди очень не нравятся ньютайпы вроде Банаджера, и он не хочет признавать, что, очевидно, сам является одним из них. Роман Фукуи возвращает идею Томино о ньютайпах на передний план, причём обе противоборствующие стороны используют это в своих интересах, «во многом благодаря смехотворно крутым мобильным доспехам». Сюжет Gundam Unicorn неровный и не слишком подходящий, поэтому его спасают множественные сражения, крайней мере, обычно в серии есть «две сногсшибательные сцены». Хотя трудно выделить те, что следуют эстетике «настоящих роботов», Тул отметил 4 серию, когда остатки Нового Зиона атакуют столицу Федерации в Дакаре (почему она находится в Сенегале, никогда не объясняется). Главные пилоты получают уникальные доспехи: Единорог Банаджера, Кшатрия Мариды, Синанджу Фронтала, Банши Ридди — все по-своему восхитительны. Режиссёр Фурухаcи и актёр озвучивания Коки Утияма назвали 4 серию своей любимой. Именно там происходят лучшие сражения, а непрерывные споры Банаджера с разными авторитетными фигурами перерастают в сильное желание вмешаться и использовать Единорога, чтобы положить конец конфликту.
Очевидно важной, но необсуждаемой («слоном в комнате») является 7 серия. Gundam Unicorn изначально должен был состоять из шести серий, но в процессе создания стало ясно, что продажи шли достаточно хорошо, чтобы выпустить дополнение. Более важно другое: Фурухаси сказал, что если бы он не получил зелёный свет на последнюю серию, у него могли бы возникнуть серьёзные проблемы с завершением Unicorn, как с точки зрения повествования, так и производства. Режиссёр признал, что одной из самых больших проблем в карьере было руководство запутанными сюжетными линиями и огромным персоналом, это не раз заставляло его думать об уходе из проекта. Именно в 7 серии можно увидеть, как Gundam Unicorn одновременно скован и возвышен преданностью исходному материалу, оригинальным историям Вселенского века Томино. Опытный пилот Марида Круз, которая ранее была и антагонистом, и вдохновением для других, в конце показана как трагическая фигура, своего рода Лала Сун. Несмотря на всю интригу, окружающую Фулла Фронтала, он оказывается довольно пустым и какой-то уловкой; зрители могут подозревать, что персонаж знал об этом с самого начала. Ронан, отец Риди, очень похож на Энди Рихтера. Всё заканчивается изумительной сценой боя, разговорами, толпой призраков ньютайпов, большой речью Одри и лучом надежды на будущее. Gundam Unicorn — «богатая, привлекающая внимание часть обширного гобелена Вселенского века, но манера, в которой он пересматривает старые темы франшизы, становится немного раболепной на финишной прямой».